# Frédéric Daelman
Frédéric Gustave Théodore Stanislas Daelman, född 1837, död 1911, var en belgisk baron och diplomat.
Daelman var legationsråd i Sankt Petersburg 1873–1884, minister i Mexiko 1884–1892 samt i Stockholm 1893–1908. Han var samtidigt ackrediterad till Köpenhamn 1893–1906.